# Estação Parque Lisboa

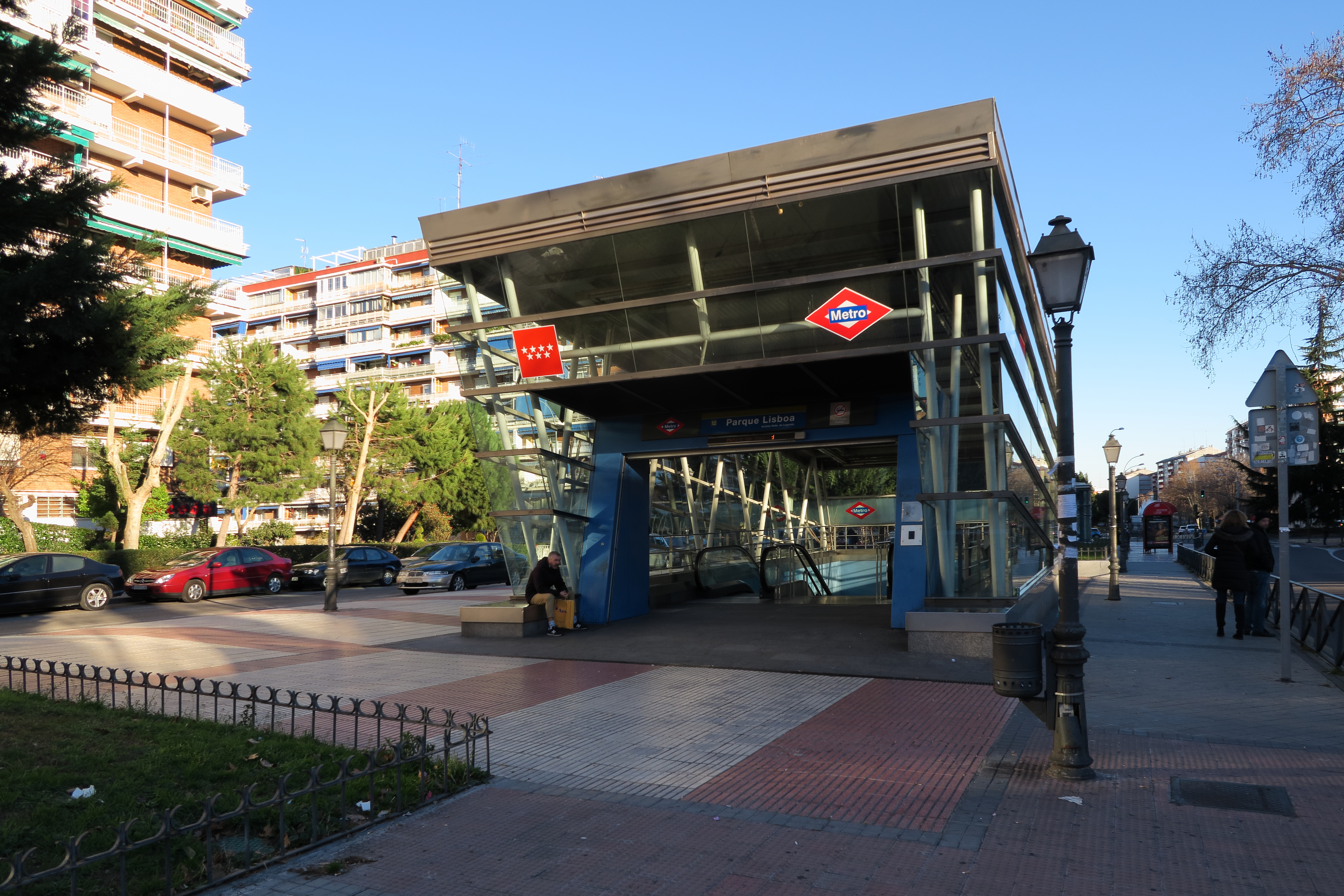
Entrada Estação Parque Lisboa

Parque Lisboa é uma estação da Linha 12 do Metro de Madrid. Esta situada na avenida de Leganés em Alcorcón. Foi aberta ao público em 11 de abril de 2003, juntamente com toda a linha.